# Paolo Barilla
Per Paolo Mario Barilla (* 20. April 1961 in Mailand) ist ein italienischer Manager und ehemaliger Automobilrennfahrer. Er fungiert als Stellvertretender Vorsitzender des italienischen Nudelherstellers und Weltmarktführers Barilla.

## Sportliche Karriere
Barilla kam 1983 mit einem von ihm privat eingesetzten Lancia LC2 der Gruppe C in den internationalen Motorsport. Nach einigen guten Ergebnissen (das beste war der sechste Rang mit Giorgio Francia beim 1000-km-Rennen von Spa-Francorchamps im Rahmen der Sportwagen-Weltmeisterschaft) bekam er von Lancia einen Werksvertrag für die Saison 1984.
Gleich im ersten Rennen – dem 1000-km-Rennen von Monza – erreichte Barilla mit Mauro Baldi als Teamkollegen Rang drei. Es folgten der vierte Platz beim 1000-km-Rennen von Silverstone mit Baldi, der dritte Rang beim 1000-km-Rennen auf dem Nürburgring mit Alessandro Nannini und zum Saisonende der zweite Rang beim 1000-km-Rennen von Kyalami mit Bob Wollek.

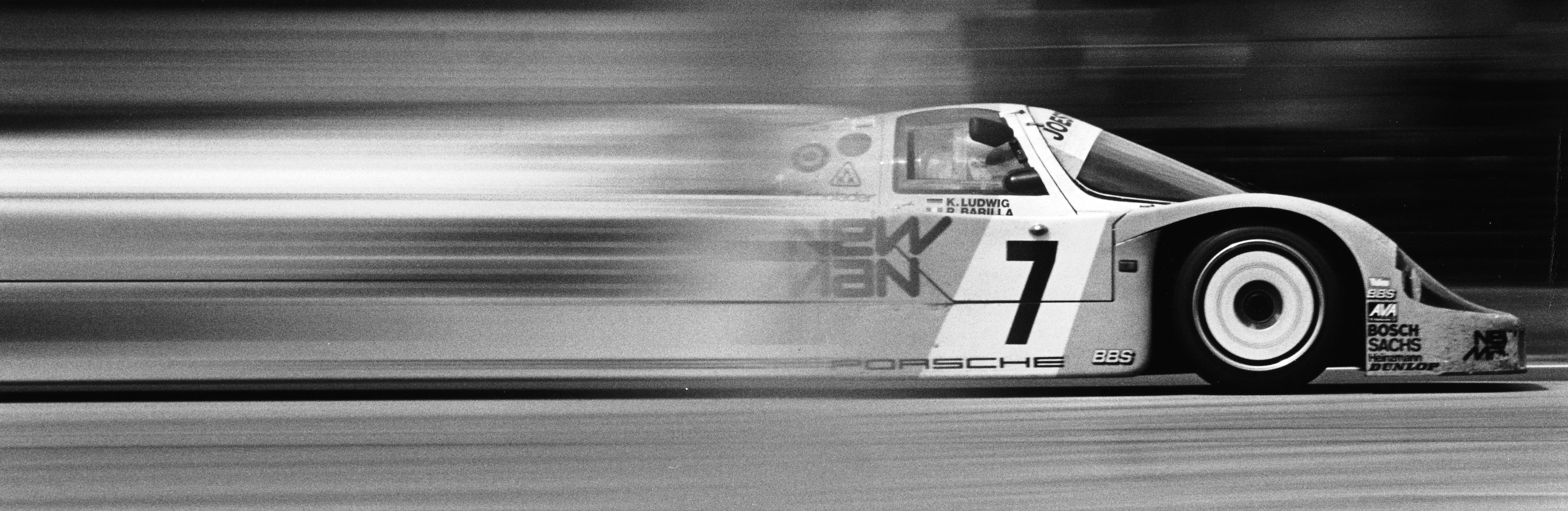
1985: Sieg in Le Mans

1985 wechselte Barilla ins Joest-Racing-Team. Mit diesem Team und dem Porsche 956 feierte er den größten Erfolg seiner Karriere: Er siegte beim 24-Stunden-Rennen von Le Mans gemeinsam mit Klaus Ludwig und Louis Krages.
Im Jahr 1987 wechselte Barilla in den Monoposto-Rennsport und fuhr für verschiedene Teams zwei Jahre in der Internationalen Formel-3000-Meisterschaft, ohne dabei größere Erfolge zu erreichen. Durch seine Freundschaft mit Giancarlo Minardi, dem Gründer und damaligen Eigentümer des Minardi-Teams, sowie mit der finanziellen Unterstützung durch seine Familie stieg Barilla in der Saison 1989 in die Formel-1-Weltmeisterschaft auf. Er debütierte beim Großen Preis von Japan in Suzuka und startete in der folgenden Saison zu acht weiteren Grands Prix. Bei sechs Veranstaltungen konnte er sich nicht zum Rennen qualifizieren, insgesamt erreichte Barilla nur viermal das Ziel. Punkte errang er nicht. Seine beste Platzierung war der elfte Rang beim Großen Preis von San Marino, sein bester Startplatz der 14. Rang beim Großen Preis der USA. Wegen ausbleibender Erfolge wurde er noch vor Saisonende durch Gianni Morbidelli ersetzt. Barilla beendete daraufhin seine Motorsportkarriere und wechselte in das Familienunternehmen.

## Unternehmer
Barilla entschied sich nach dem Ende seiner sportlichen Karriere für den Einstieg in das Familienunternehmen, das von seinem Bruder Guido Barilla geführt wird. Mittlerweile ist Paolo Barilla gemeinsam mit seinen weiteren Geschwistern Luca und Emanuela in den Rang des Stellvertretenden Vorsitzenden aufgerückt.

## Statistik

### Le-Mans-Ergebnisse
| Jahr | Team              | Fahrzeug     | Teamkollege        | Teamkollege         | Platzierung | Ausfallgrund |
| ---- | ----------------- | ------------ | ------------------ | ------------------- | ----------- | ------------ |
| 1983 | Martini Racing    | Lancia LC2   | Alessandro Nannini | Jean-Claude Andruet | Ausfall     | Motorschaden |
| 1984 | Martini Racing    | Lancia LC2   | Mauro Baldi        | Hans Heyer          | Ausfall     | Defekt       |
| 1985 | Joest Racing      | Porsche 956B | Klaus Ludwig       | Louis Krages        | Gesamtsieg  |              |
| 1986 | Joest Racing      | Porsche 956  | Klaus Ludwig       | Louis Krages        | Ausfall     | Motorschaden |
| 1988 | Tom’s Team Toyota | Toyota 88C   | Hitoshi Ogawa      | Tiff Needell        | Rang 24     |              |
| 1989 | Tom’s Team Toyota | Toyota 89C-V | Hitoshi Ogawa      | Ross Cheever        | Ausfall     | Motorschaden |

### Sebring-Ergebnisse
| Jahr | Team                    | Fahrzeug    | Teamkollege  | Teamkollege    | Platzierung | Ausfallgrund |
| ---- | ----------------------- | ----------- | ------------ | -------------- | ----------- | ------------ |
| 1986 | Bayside Disposal Racing | Porsche 962 | Bruce Leven  | Bob Wollek     | Ausfall     | Motorschaden |
| 1988 | Joest Racing            | Porsche 962 | Louis Krages | Frank Jelinski | Rang 2      |              |

### Einzelergebnisse in der Sportwagen-Weltmeisterschaft
| Saison | Team                           | Rennwagen                           | 1   | 2   | 3   | 4   | 5   | 6   | 7   | 8   | 9   | 10  | 11  |
| ------ | ------------------------------ | ----------------------------------- | --- | --- | --- | --- | --- | --- | --- | --- | --- | --- | --- |
| 1983   | Scuderia Mirabella Lancia      | Lancia LC2                          | MON | SIL | NÜR | LEM | SPA | FUJ | KYA |     |     |     |     |
| 1983   | Scuderia Mirabella Lancia      | Lancia LC2                          |     |     | DNF | DNF | 6   |     |     |     |     |     |     |
| 1984   | Lancia                         | Lancia LC2                          | MON | SIL | LEM | NÜR | BRH | MOS | SPA | IMO | FUJ | KYA | SAN |
| 1984   | Lancia                         | Lancia LC2                          | 3   | 4   | DNF | 3   | DNF |     |     | DNF |     | 2   |     |
| 1985   | Joest Racing                   | Porsche 956                         | MUG | MON | SIL | LEM | HOK | MOS | SPA | BRH | FUJ | SEL |     |
| 1985   | Joest Racing                   | Porsche 956                         |     | 9   | 6   | 1   | 3   |     | 3   |     | DNF |     |     |
| 1986   | Joest Racing                   | Porsche 956 Porsche 962             | MON | SIL | LEM | NÜN | BRH | JER | NÜR | SPA | FUJ |     |     |
| 1986   | Joest Racing                   | Porsche 956 Porsche 962             | DNF | 6   | DNF |     | 5   |     |     | 4   | 1   |     |     |
| 1988   | Tom’s Team Toyota Joest Racing | Toyota 88C Porsche 962 Toyota 88C-V | JER | JAR | MON | SIL | LEM | BRÜ | BRH | NÜR | SPA | FUJ | SAN |
| 1988   | Tom’s Team Toyota Joest Racing | Toyota 88C Porsche 962 Toyota 88C-V |     |     |     |     | 24  |     |     | 3   | DNF | 21  |     |
| 1989   | Toyota Team Tom’s              | Toyota 89C-V                        | SUZ | DIJ | JAR | BRH | NÜR | DON | SPA | MEX |     |     |     |
| 1989   | Toyota Team Tom’s              | Toyota 89C-V                        | 6   |     |     |     |     |     |     |     |     |     |     |
| 1991   | Courage Compétition            | Porsche 962                         | SUZ | MON | SIL | LEM | NÜR | MAG | MEX | AUT |     |     |     |
| 1991   | Courage Compétition            | Porsche 962                         | 8   |     |     |     |     |     |     |     |     |     |     |